# Victor Vũ
Victor Vũ, né Vũ Quốc Việt le 25 novembre 1975 à Los Angeles (États-Unis), est un réalisateur américano-vietnamien.

## Filmographie
- 2004 : Spirits (vi) (Oan hồn)
- 2009 : Chuyện tình xa xứ (vi)
- 2010 : Giao lộ định mệnh (vi)
- 2011 : Cô dâu đại chiến (vi)
- 2012 : Thiên mệnh anh hùng (vi)
- 2012 : Scandal: Bí mật thảm đỏ (vi)
- 2014 : Cô dâu đại chiến 2 (vi)
- 2014 : Quả tim máu (vi)
- 2015 : Tôi thấy hoa vàng trên cỏ xanh
- 2019 : Mắt biếc (vi)
- 2021 : Thiên thần hộ mệnh (vi)